# 清水東
清水东（1958年1月5日—）是日本的脚本家、作家。

## 参与哆啦A梦制作
多次参与哆啦A梦系列的制作
- 水田版电视动画部分短篇担任编剧。
- 大长篇《新·大雄與鐵人兵團》中担任编剧。
- 大长篇《大雄與奇跡之島》中担任编剧。
- 大长篇《大雄的秘密道具博物館》中担任编剧。
- 大长篇《大雄之宇宙英雄記》中担任编剧。